# Maxey Holmes
Maxey Martin Holmes (24 tháng 12 năm 1908 – 1999) là một cầu thủ bóng đá người Anh từng thi đấu ở vị trí tiền vệ chạy cánh.